# Eucereon compositum
Eucereon compositum är en fjärilsart som beskrevs av Max Wilhelm Karl Draudt 1915. Eucereon compositum ingår i släktet Eucereon och familjen björnspinnare. Inga underarter finns listade i Catalogue of Life.